# Ala al-Djahapi
Ala al-Djahapi fou emir qaysita de Manazkert vers la meitat del segle ix. S'esmente després d'Ablhert (constatat el 844). Estava sotmès al califa i a l'ostikan d'Armènia, i fou encarregat per aquest darrer de fer operacions militars a Baspracània. Ala va saquejar els districtes de Albag i sud-est del llac Van i després va entrar a Baspracània pròpiament dita i es va instal·lar a Ardjudj (Ardjesh), però fou sorprès pel príncep Asoci Arzeruni que el derrota completament. Ala al-Djahapi va fugir i es va refugiar a Berkri (850). En aquesta batalla va destacar al bàndol armeni el nakharar Gurguèn, fill d'Abulbedj Arzeruni, que tenia el feu de Mardastan. Més tard apareix com emir Djahap II ben Sevada.